# خوزه ایگناسیو سولر
خوزه ایگناسیو سولر (انگلیسی: José Ignacio Soler؛ زادهٔ ۳۰ اکتبر ۱۹۶۷) بازیکن فوتبال اهل اسپانیا است.
از باشگاه‌هایی که در آن بازی کرده‌است می‌توان به باشگاه فوتبال الچه، باشگاه فوتبال اتلتیکو مادرید، و باشگاه فوتبال اوساسونا اشاره کرد.